# Robert Bruce Merrifield

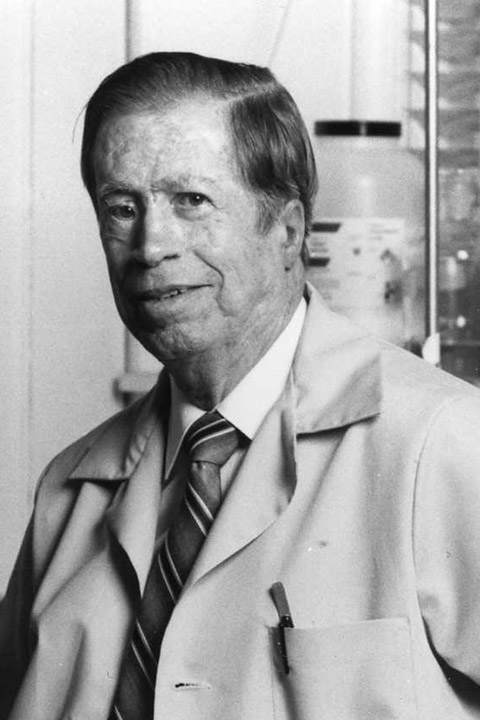
Robert Bruce Merrifield

Robert Bruce Merrifield, genannt Bruce Merrifield (* 15. Juli 1921 in Fort Worth, Texas; † 14. Mai 2006 in Cresskill, New Jersey), war ein US-amerikanischer Chemiker, der 1984 den Nobelpreis in Chemie erhielt.

## Leben und Karriere
Er wurde als einziger Sohn von George E. Merrifield und Lorene, geborene Lucas, geboren. 1923 zog die Familie nach Kalifornien, wo er auf neun Grundschulen und zwei High Schools ging, bevor er 1939 den Schulabschluss an der Montebello High School machte. Dort entwickelte er ebenso ein Interesse für die Chemie wie auch für die Astronomie.
Nach zwei Jahren am Pasadena Junior College wechselte er zur University of California, Los Angeles (UCLA), wo er 1943 den Bachelorabschluss in Chemie machte. Daraufhin arbeitete er ein Jahr 1943/44 bei der Philip R. Park Research Foundation, bei der er sich um eine Kolonie von Versuchstieren kümmerte und bei Experimenten zum Wachstum von synthetischen Aminosäuren assistierte. Eines dieser Experimente zeigte als erstes, dass die erforderlichen Aminosäuren gleichzeitig vorhanden sein müssen, um ein Wachstum zu ermöglichen.
Dann kehrte er wegen eines Promotionsstudiums zum Fachbereich Chemie der UCLA zurück, während er dort gleichzeitig Assistent für Chemie in der Medical School der UCLA war. Mit M. S. Dunn entwickelte er mikrobiologische Methoden für die Quantifizierung der Pyrimidine und promovierte bei ihm mit der Arbeit Microbiological Studies in Pyrimidines. Einen Tag nach der Promotion am 19. Juni 1949 heiratete er Elizabeth Furlong und begab sich am darauffolgenden Tag nach New York und zum Rockefeller Institute for Medical Research (der späteren Rockefeller University), wo er Assistent für Biochemie war. 1953 wurde er Mitglied des Rockefeller Institute. Ab 1957 war er dort Assistant Professor und später Professor, ab 1984 als John D. Rockefeller Jr. Professor. Ab 1993 war er Professor Emeritus. 1969 war er Nobel-Gastprofessor an der Universität Uppsala.
Merrifield verstarb am 14. Mai 2006 nach langer Krankheit im Alter von 84 Jahren. Er hinterließ seine Frau, sechs Kinder und 16 Enkel.

## Werk
1963 publizierte er die von ihm entwickelte Festphasensynthese von Proteinen und Peptiden. Die Hauptidee besteht darin, dass biologische Moleküle wie Proteine oder Peptide lineare Polymere darstellen und dass bei deren Synthese das eine Ende an eine Matrix gekoppelt werden kann. Diese Methode wurde später auch auf die Synthese von Oligonukleotiden, Zuckern und anderen komplexen organischen Moleküle übertragen. Den Durchbruch dieser Methode brachte zweifellos die Synthese der aus 124 Aminosäuren bestehenden Ribonuklease A, die er im Jahre 1969 mit Bernd Gutte realisierte.
Er war ab 1969 Mit-Herausgeber des International Journal of Peptide and Protein Research.

## Ehrungen und Mitgliedschaften
Merrifield war Mitglied der National Academy of Science, Washington. 1969 erhielt er den Albert Lasker Award for Basic Medical Research, 1970 einen Gairdner Foundation International Award und den Intra-Science Award, 1972 den Award for Creative Work in Synthetic Organic Chemistry der American Chemical Society, 1973 die Nichols Medal, 1979 den Alan E. Pierce Award und 1990 den Ralph F. Hirschmann Award in Peptide Chemistry. Er war Mitglied der National Academy of Sciences. Merrifield war mehrfacher Ehrendoktor (unter anderem University of Colorado, Uppsala, Yale, Boston College, Barcelona, Montpellier).
Ihm zu Ehren ist der R. Bruce Merrifield Award der American Peptide Society benannt.